# Mark Lynch (skeletonracer)
Mark Lynch (1 december 1987) is een Canadees skeletonracer.

## Carrière
Lynch speelde speelde rugby, hockey en Taekwondo voordat hij begon met skeleton in 2013. Hij maakte zijn wereldbekerdebuut in 2020/21 waar hij 32e eindigde in de einduitslag. In 2021/22 nam hij opnieuw deel aan de wereldbeker waar hij ditmaal 30e werd.
Hij nam in 2019 voor het eerst deel aan de wereldkampioenschap waar hij individueel 23e werd en zevende in de laatste keer dat de landencompetitie werd georganiseerd. In 2020 was hij afwezig op het wereldkampioenschap maar keerde in 2021 terug met een 21e plaats.

## Resultaten

### Wereldkampioenschappen
| Jaar | Plaats    | Resultaat                           |
| ---- | --------- | ----------------------------------- |
| 2019 | Whistler  | 23e individueel 7e landencompetitie |
| 2021 | Altenberg | 21e Individueel DNS gemengd team    |

### Wereldbeker
Eindklasseringen
| Seizoen   | Rang |
| --------- | ---- |
| 2020/2021 | 32e  |
| 2021/2022 | 30e  |
| 2022/2023 | 29e  |